# Девлет III Герай
Девле́т III Гера́й (Гире́й) (крым. III Devlet Geray, ٣ دولت كراى‎), известный также как Кара́-Девле́т Гера́й (крым. Qara Devlet Geray, قاره دولت كراى‎; 1647—1717) — крымский хан из династии Гераев (1716—1717).

## Биография
Сын нурэддина Адиля Герая (ум. 1659), внук крымского хана Селямета I Герая. Прозвище Кара означает в переводе с крымскотатарского «Чёрный».
Был калгою при хане Сафе Герае (1692). Назначение Кара-Девлета Герая произошло не в последнюю очередь потому, что до него на крымский трон в течение ближайших предшествующих лет восходили только члены семьи Селима I Герая, ставшие очень популярными и в Крыму, и в Турции (появились даже слухи, что янычары были готовы посадить одного из них на турецкий престол). Чтобы не допустить чрезмерного усиления этой семьи, султан решил сделать ханом человека, происходящего из другой ветви династии.
Заняв ханский престол, Кара-Девлет Герай назначил калгой Бахадыра Герая, сына Сафы Герая, а нурэддином — своего сына Максуда Герая.
История правления Девлета III Герая была очень схожа с историей Саадета III Герая (1691). Он, как и Саадет III, был сразу же после церемонии назначения ханом (проходившей в Стамбуле) направлен в австрийский поход. Он тоже остановился в Буджаке, послав в Крым за войском. Однако султан неверно оценил настроения в Крыму. Крымцы считали, что потомки Селима I Герая должны быть первоочередными кандидатами на ханство. Крымские беи, несмотря на трения, возникавшие у них порой с ханами, уважали потомков Селима I за их незаурядные качества. Беи и народ возмутились решением султана и потребовали посадить на трон кого-либо из детей Селима I Герая. Принимая во внимания сложную военную обстановку и нежелательность бунта в Крыму, султан счел за лучшее прислушаться к их мнению. Девлет III Герай был смещён, так и не побывав в Крыму, а на его место назначен сын Селима I Герая Саадет IV Герай. Как писали историки тех времен, Кара-Девлет Герай славился среди сородичей высокой нравственностью, но судьба оказалась неблагосклонна к нему.
Из Буджака бывший крымский хан Девлет Герай отправился в Янболу, где умер в том же году. Похоронен близ городской мечети.